# Bodegas Ysios
Las bodegas Ysios están situadas en Laguardia (Álava), España. Ocupan un edificio diseñado por el arquitecto Santiago Calatrava junto a la sierra de Cantabria en la comarca de la Rioja Alavesa, construido de forma que se integre en el paisaje.

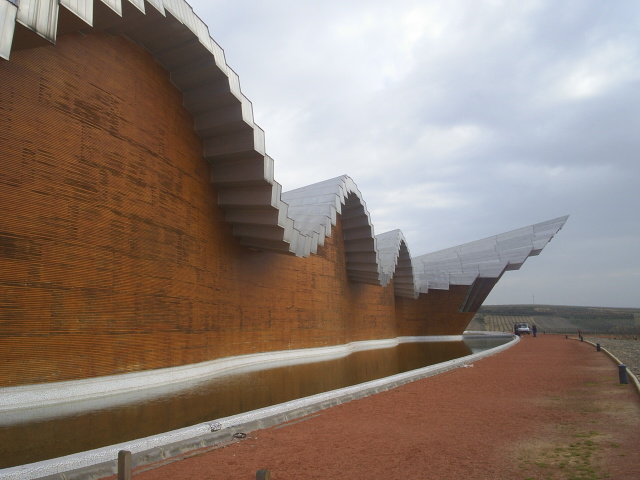
Fachada sur.

Las obras comenzaron en 1998 y la inauguración se realizó en 2001. El edificio se apoya en dos muros portantes de hormigón armado con una separación de 26 metros entre ellos. Dichos muros están revestidos por lamas verticales de madera tratada con sales de cobre y trazan una línea sinusoide, actuando como cerramiento y que recuerdan a una hilera de barricas. La cubierta está formada por vigas de madera que apoyan sobre los muros laterales, describiendo así una superficie ondulada. El material empleado en su acabado exterior es aluminio, que contrasta con la madera de los muros. El interior de la bodega acompaña la concepción vanguardista del exterior.
En abril de 2013, Bodegas Ysios demandó a Calatrava a causa de las goteras y humedades. El contencioso finalmente se resolvió de forma amistosa.

## Obra
El edificio se perfila como una simple planta rectangular, a lo largo de un eje este-oeste, para acomodar el programa lineal del proceso de elaboración del vino.

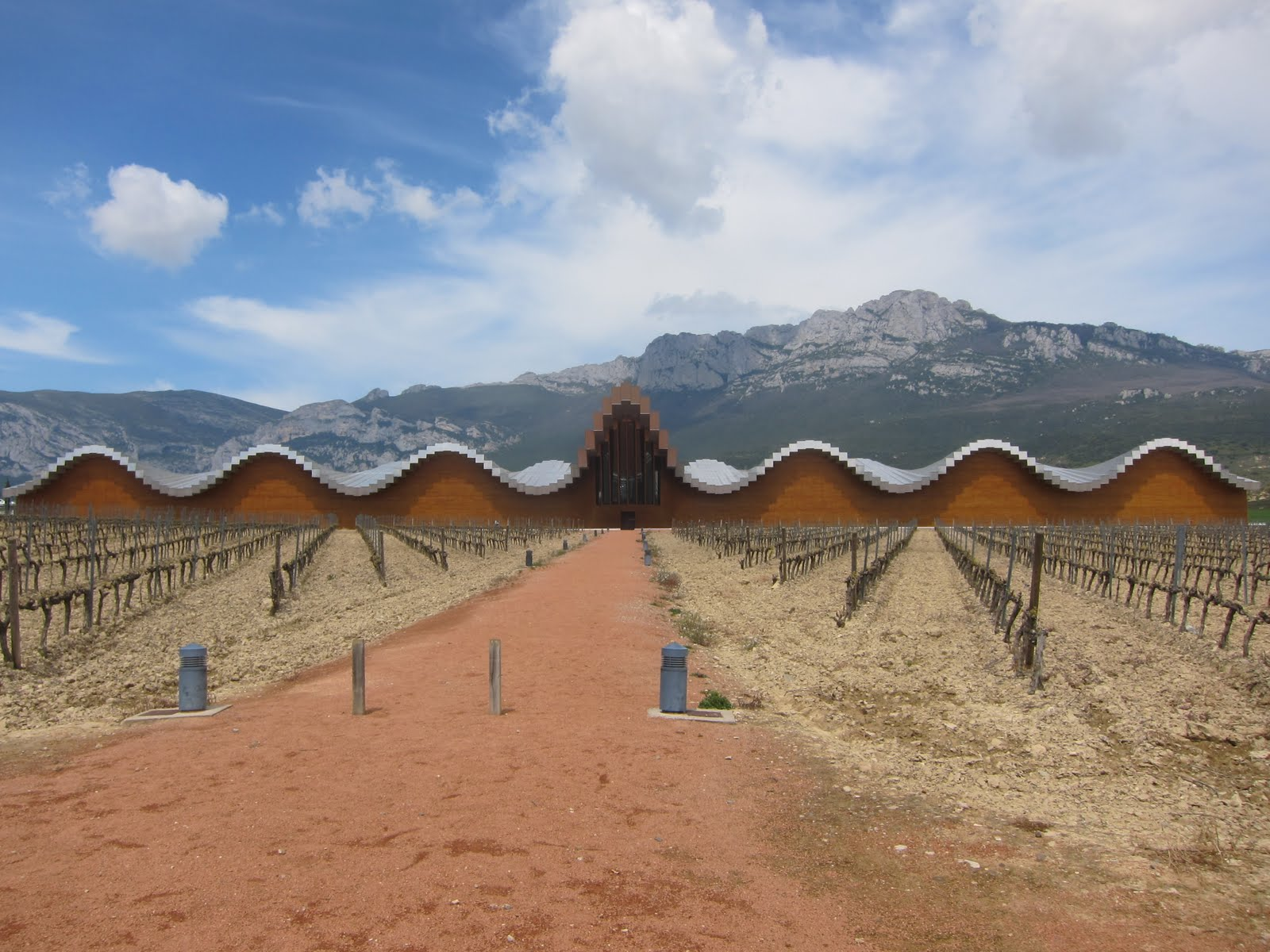

La cubierta está realizada con vigas de madera laminada es tratada como una continuidad de las fachadas. El resultado es una ondulada superficie reglada, que combina superficies cóncavas y convexas a medida que evoluciona a lo largo del eje longitudinal. Las vigas de madera que soportan el techo se apoyan en los muros portantes laterales.
En los dos extremos del edificio, sobre las fachadas laterales, se ubican dos entradas de mercancías, acentuando la linealidad de la construcción.
Los muros de la fachada principal, que son de hormigón como el resto de los muros, fueron revestidos con listones de madera de cedro, colocados horizontalmente, a excepción de las pronunciadas vigas inclinadas que resaltan la alta cristalera colocada sobre la entrada principal que se colocaron en posición vertical. Los listones horizontales fueron adaptados especialmente a las ondulaciones de los muros.
Los estanques de agua que rodean el frente de las bodegas fueron aplicados con cerámicas rotas de color blanco, material habitual en las obras de Calatrava, destacando su utilización en las construcciones de la Ciudad de las Artes y las Ciencias de Valencia o la base de la Torre de Comunicaciones de Montjuïc en Barcelona.
El techo fue cubierto con paneles de aluminio, creando un fuerte contraste con la madera de la fachada. El efecto que la luz solar crean sobre la cubierta acentúa su sinuosidad y crea un efecto cinético que contrasta con la calma de las viñas y las montañas de alrededor.

## Historia
En 2001 se inauguró Bodegas Ysios con la firme convicción de elaborar vinos excelentes, innovadores y respetuosos con la identidad de la denominación de origen, Rioja. Además de la construcción de la bodega, pusieron especial interés en la elección de un nombre que evocará lo que iba a ser un vino especial. Ysios es un tributo a los dioses egipcios Isis y Osiris. Mientras el segundo enseñaba a su pueblo a cultivar los campos, Isis (diosa madre y protectora de la Naturaleza), supervisaba la transformación de las uvas en vino.

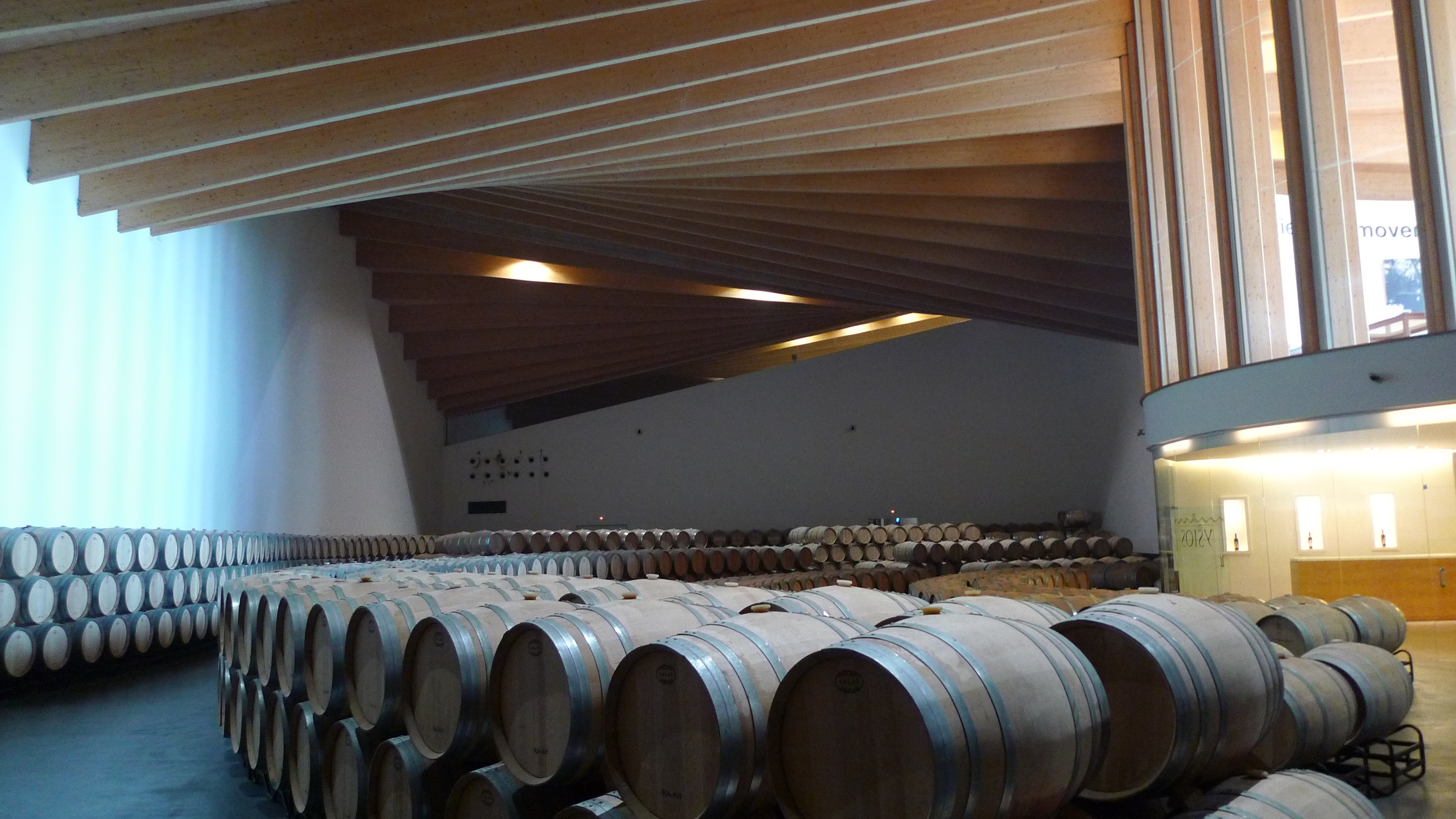

La bodega admite eventos privados para empresas, en el caso de particulares es posible visitarla. Para los más sibaritas y acérrimos fans del vino está el Club Ysios, al que se accede comprando, como mínimo, media barrica (150 botellas personalizadas), o una (300 botellas). Ser parte de la bodega y socio, permite disfrutar de un salón independiente dónde destaca un ventanal estratégicamente situado, un cuadro natural que cambia con las estaciones del año y a lo largo de las horas del día.